# Gronowo Elbląskie (gmina)
Gronowo Elbląskie (do 1954 gmina Gronowo) – gmina wiejska w województwie warmińsko-mazurskim, w powiecie elbląskim. W latach 1975–1998 gmina położona była w województwie elbląskim.
W skład gminy wchodzi 15 sołectw: Błotnica, Czarna Grobla, Fiszewo, Gajewiec, Gronowo Elbląskie, Jasionno, Jegłownik, Karczowiska Górne, Mojkowo, Nogat, Oleśno, Rozgart, Różany, Szopy, Wikrowo.
Siedziba gminy to Gronowo Elbląskie.
Według danych z 30 czerwca 2004 gminę zamieszkiwały 4892 osoby. Natomiast według danych z 31 grudnia 2019 roku gminę zamieszkiwało 5127 osób.

## Struktura powierzchni
Według danych z roku 2002 gmina Gronowo Elbląskie ma obszar 89,2 km², w tym:
- użytki rolne: 83%
- użytki leśne: 0%

Gmina stanowi 6,24% powierzchni powiatu.

## Demografia

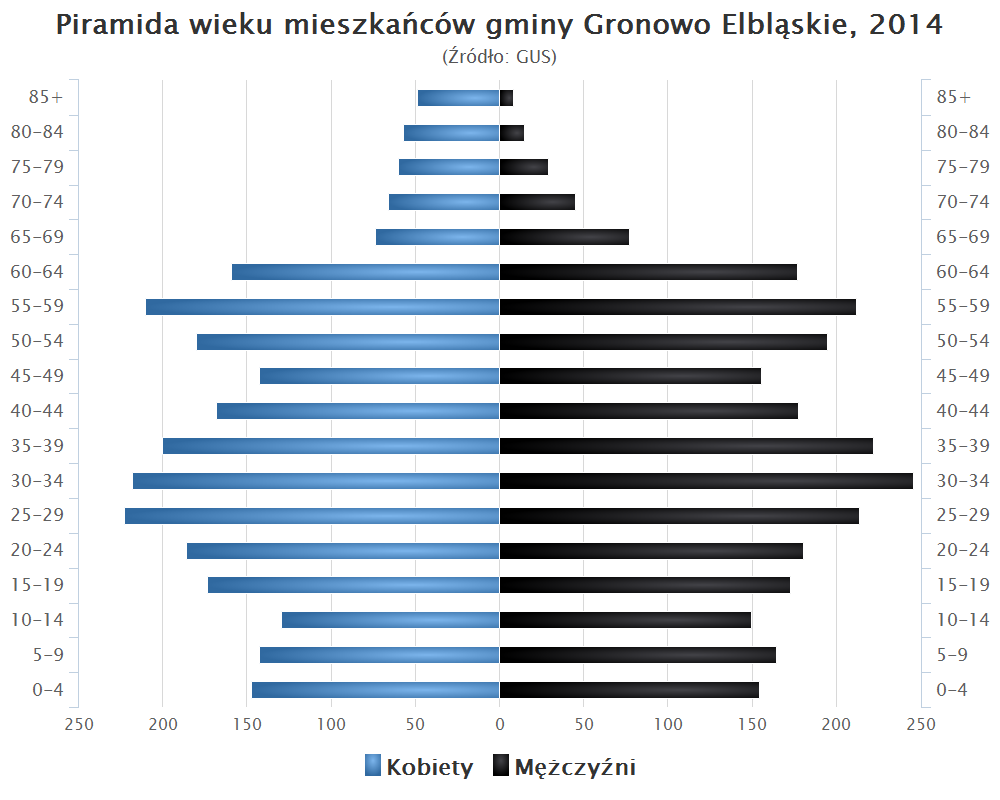
Piramida wieku mieszkańców gminy Gronowo Elbląskie w 2014 roku

Dane z 30 czerwca 2004:
| Opis                              | Ogółem | Ogółem | Kobiety | Kobiety | Mężczyźni | Mężczyźni |
| --------------------------------- | ------ | ------ | ------- | ------- | --------- | --------- |
| jednostka                         | osób   | %      | osób    | %       | osób      | %         |
| populacja                         | 4892   | 100    | 2482    | 50,7    | 2410      | 49,3      |
| gęstość zaludnienia (mieszk./km²) | 54,8   | 54,8   | 27,8    | 27,8    | 27        | 27        |

## Pozostałe miejscowości
Dworki, Kopanka Druga, Kopanka Pierwsza, Nowy Dwór Elbląski, Wiktorowo.

## Sąsiednie gminy
Elbląg, Markusy, Nowy Dwór Gdański, Stare Pole